# شهرستان بایهه
شهرستان بایهه (به لاتین: Baihe County) یک منطقهٔ مسکونی در چین است که در آنکانگ واقع شده‌است. شهرستان بایهه ۱٬۴۵۰ کیلومتر مربع مساحت و ۲٬۰۷۰٬۰۰۰ نفر جمعیت دارد.